# Kitahiroshima
Kitahiroshima (Japans: 北広島市, Kitahiroshima-shi) is een Japanse stad in de prefectuur Hokkaido. In 2014 telde de stad 59.731 inwoners. 

## Geschiedenis
Op 1 september 1996 werd Kitahiroshima benoemd tot stad (shi).

## Partnersteden
- Higashihiroshima, Japan
- Saskatoon, Canada

Subprefecturen:
Hidaka · Hiyama · Iburi · Ishikari · Kamikawa · Kushiro · Nemuro · Okhotsk · Oshima · Rumoi · Shiribeshi · Sorachi · Soya · Tokachi

Steden:
Abashiri · Akabira · Asahikawa · Ashibetsu · Bibai · Chitose · Date · Ebetsu · Eniwa · Fukagawa · Furano · Hakodate · Hokuto · Ishikari · Iwamizawa · Kitahiroshima · Kitami · Kushiro · Mikasa · Monbetsu · Muroran · Nayoro · Nemuro · Noboribetsu · Obihiro · Otaru · Rumoi · Sapporo (hoofdstad) · Shibetsu · Sunagawa · Takikawa · Tomakomai · Utashinai · Wakkanai · Yubari